# Phylloicus brevior
Phylloicus brevior is een schietmot uit de familie Calamoceratidae. De soort komt voor in het Neotropisch gebied.